# Eugen Böhler
Pour les articles homonymes, voir Böhler.
Eugen Böhler, né le 27 novembre 1893 à Blumberg dans le Grand-duché de Bade et mort le 11 juillet 1977 à Zollikon (canton de Zurich), était un économiste suisse, professeur de finances et de statistiques économiques. 
Il était membre de l'École polytechnique fédérale de Zurich (ETH). Il était connu pour avoir tenté de transposer dans le domaine des sciences économiques certaines théories issues de la psychologie analytique, notamment la notion de mythe empruntée à la psychologie des profondeurs de C. G. Jung, exposées dans Die Zukunft als Problem des modernen Menschen (1966) et dans l'article « Der Mythus in der Wirtschaft ».
Il prononça l'allocution funèbre de Jung car il en fut l'ami intime depuis 1955; Jung expliquait qu'il était selon lui la personne qui a le mieux compris la psychologie analytique.

## Résumé biographique
Après ses études à l'Université de Bâle, à Londres et à Kiel, il travaillait, jusqu'en 1922, comme assistant, puis chef de département à l'institut de l'économie mondiale de Kiel. Il aura ensuite une carrière d'universitaire et d'enseignant : il est privatdozent à Université de Kiel, de Göttingen et de Zurich, puis professeur ordinaire à l'École polytechnique fédérale de Zurich où il fondait l'Insitut pour l'économie d'entreprise en 1929 et le Centre de recherches conjoncturelles en 1938. Il était aussi conseiller  scientifique au Conseil fédéral. 
Böhler prônait une politique économique corporatiste et a eu une influence importante sur la politique économique suisse de 1935 jusqu'au milieu des années 1960.

## Publications
- (de) Nationalökonomie. Grundlagen und Grundlehren, 1944
- (de) Kultur und Wirtschaft: Festschrift zum 70, 1963
- Die Zukunft als Problem des modernen Menschen, édition Rombach & Co GmbH, Freiburg, 1966
- Der Mythus in der Wirtschaft, in Industrielle Organisation, XXXI, 1962, pp. 129-136.

## Source
1. ↑  « https://vls.hsa.ethz.ch/client/link/de/archiv/einheit/93947f6f37ed4fccaa9cb8043e635843 » (consulté le 15 janvier 2025)
2. ↑  Franz Ritzmann, « Eugen Böhler » dans le Dictionnaire historique de la Suisse en ligne, version du 11 février 2005.
3. ↑  Pour un exemple de cette application, lire l'article « Von den letzten Dingen der Sozialwissenschaften ».
4. ↑  Böhler, Eugen (1893 - 1977). Base de données des élites suisses au XXe siècle.